# البكارة (السحيم)
البكارة هو دُوَّار يقع بجماعة مساعدة، إقليم سيدي سليمان، جهة الرباط سلا القنيطرة في المملكة المغربية. ينتمي الدوّار لمشيخة السحيم التي تضم 20 دواوير. يقدر عدد سكانه بـ 1486 نسمة حسب الإحصاء الرسمي للسكان والسكنى لسنة 2004.

## روابط خارجية
- البوابة الوطنية للجماعات الترابية
- المندوبية السامية للتخطيط